# Tunnel Gratkorn Nord/Süd
Die Tunnel Gratkorn Nord mit einer Länge von etwa 650 m Länge und Gratkorn Süd mit etwa 800 m sind zweiröhrige Autobahntunnel auf der Pyhrn Autobahn A9 bei Gratkorn (Steiermark). Sie haben drei Fahrstreifen in jeder Richtung, in der Fahrtrichtung Graz folgt gleich nach dem Südportal des Tunnel Süd die Anschlussstelle Gratkorn-Süd/Graz-Andritz. Die Röhren wurden 2008 generalsaniert und mit LED-Verkehrsbeeinflussungsanlagen an den Portalen ausgestattet. Ebenso wurden LED-Bordsteinreflektoren und eine helle Beleuchtung installiert.